# Anolis loveridgei
Anolis loveridgei е вид влечуго от семейство Dactyloidae. Видът е застрашен от изчезване.

## Разпространение
Разпространен е в Хондурас.

## Описание
Популацията на вида е стабилна.